# Saint-Jean-aux-Bois (Ardennes)
Saint-Jean-aux-Bois település Franciaországban, Ardennes megyében. Lakosainak száma 93 fő (2022. január 1.). Saint-Jean-aux-Bois La Férée, Le Fréty, Maranwez, Montmeillant, Rocquigny és La Romagne községekkel határos.

## Népesség
A település népessége az elmúlt években az alábbi módon változott:
| Lakosok száma | 246  | 161  | 139  | 141  | 137  | 128  | 107  | 99   | 96   | 93   |
|               | 1968 | 1982 | 1990 | 2006 | 2013 | 2015 | 2017 | 2019 | 2020 | 2022 |